# Ashun Wu
Ashun Wu (Zhangzhou, 22 juni 1985) is een golfprofessional uit China. Hij wordt ook wel Alex Wu Ashun of Wu Ashun genoemd.

## Amateur
Jarenlang was Wu de beste amateur in China. Net als de wat oudere Yong-eun Yang, die tot veler verbazing in 2009 het PGA Kampioenschap in de Verenigde Staten won, komt hij uit een arm boerengezin en leerde zichzelf golfen. Beiden werden op 24-jarige leeftijd professional. Wilskracht en geduld zijn volgens Wu de belangrijkste factoren om in sport de top te bereiken. 

## Professional
Wu werd in 2007 professional en speelde in 2008 en 2009 op de Aziatische PGA Tour. In 2009 bereikte hij de 4de plaats bij het Thailand Open. In 2010 speelde hij op de Japan Golf Tour, in 2011 op de OneAsia Tour en in 2012 weer op de Japan Golf Tour. Daar behaalde hij in 2012 een overwinning als eerste Chinese speler ooit. In 2013 werd hij uitgenodigd voor het KLM Open.
Op 26 april 2015 won hij het Volvo China Open met een totaalscore van 279, 9 slagen onder par, en is tevens de eerste Chinese golfer die een toernooi won op de European Tour.

### Gewonnen
European Tour
| Nr. | Datum         | Toernooi         | Score           | Score | Info |
| --- | ------------- | ---------------- | --------------- | ----- | ---- |
| 1   | 28 april 2015 | Volvo China Open | 73-66-69-71=279 | –9    |      |

Japan Golf Tour
| Nr. | Datum            | Toernooi               | Score           | Score | Info                           |
| --- | ---------------- | ---------------------- | --------------- | ----- | ------------------------------ |
| 1   | 9 september 2012 | Toshin Golf Tournament | 65-66-67=198    | –18   | Won de play-off van Yuta Ikeda |
| 2   | 10 november 2013 | Heiwa PGM Championship | 67-66-65-75=273 | –15   |                                |

### Teams
- Royal Trophy: 2012 (winnaars)